# 에스타디오 무니시팔 데 파사론
에스타디오 무니시팔 데 파사론(스페인어: Estadio Municipal de Pasarón)는 스페인 갈리시아주 폰테베드라도 폰테베드라에 위치한 축구장이다. 1965년에 개장했으며, 폰테베드라 CF의 홈구장으로 이용되고 있다.